# Muzquizopteryx
Muzquizopteryx — рід птерозаврів родини Nyctosauridae, що існував на території Мексики за пізньої крейди.

## Історія вивчення
Голотип було знайдено в напівпустелі на північ від селища Мускіс на північному сході штату Коауїла, в кар‘єрі El Rosario. Спершу його було розміщено в офісі керівника добувних робіт як орнаментальний камінь разом із іншими скам‘янілостями регіону. Коли інформація про зразок, прозваний “chango” (іспанською «мавпа»), дійшла до науковців Музею пустелі, було розпочато переговори що закінчились наданням дозволу на вилучення скам‘янілості, що її було відтак описано як новий вид птерозавра, Muzquizopteryx coahuilensis. Родову назву утворено через поєднання назви поселення Мускіс із “pteryx” (грецькою «крило»). Видова назва походить від назви штату Коауїла.

## Опис
Мускісоптерикс мав розмах крил близько 2 м, і таким чином був доволі дрібним ніктозавридом. Він відрізняється від ніктозавра тим, що висота його очної ямки перевищує висоту назоанторбітального отвору (значення обох є рівними в ніктозавра), її форма є практично прямокутною (на відміну від трикутної в ніктозавра), зчленування верхньої й нижньої щелеп розташовано на рівні середини очної ямки (на рівні з її переднім краєм в ніктозавра), а каудальна частина нижньощелепного симфіза знаходиться на рівні каудальної частини назоанторбітального отвору (на рівні з передньою його частиною в ніктозавра).